# Венеційський мир (1177)
Венеційський мир або Венеційський мирний договір 1177 року — мирний договір між папством і його союзниками, північноіталійськими містами-державами Ломбардської ліги, і Фрідріхом I Барбароссою, імператором Священної Римської імперії. Норманське Сицилійське королівство також брало участь у переговорах, і таким чином договір визначив політичний курс усієї Італії на наступні кілька років.

## Історія

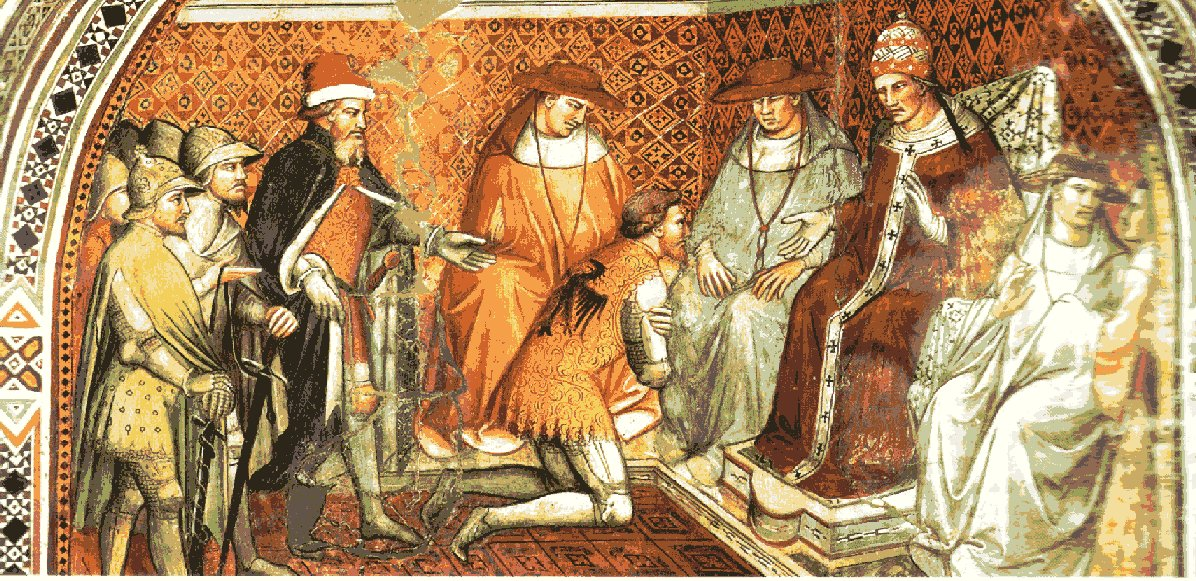
Фреска в Палаццо Публіко, Сієна, що зображує покору імператора Папі Римському

Договір був підписаний після битви біля Леньяно 29 травня 1176 року, коли Фрідріх Барбаросса зазнав поразки. Як наслідок, Фрідріх відправив посланців до папи Олександра III в Ананьї, пропонуючи припинити розкол між ним і антипапою Фрідріха, Каллікстом III. Після досягнення попередньої домовленості конференцію призначили на липень 1177 року. Тимчасово Фрідріх провів деякий час, втручаючись у венеційське суперництво, сподіваючись забезпечити проімперську групу при владі під час протистояння.
24 липня папа з Базиліки Сан-Марко відправив делегацію кардиналів на зустріч імператора в Лідо, в гирлі Венеційської лагуни. Імператор офіційно визнав Олександра папою і відмовився від свого антипапи Каллікста, а кардинали офіційно скасували накладене на нього відлучення. Відтак дож Венеції Себастьяно Дзіані та патріарх Аквілеї Ульріх II фон Тревен супроводили імператора до самої Венеції. Делегатами від короля Сицилії Вільгельма II були Ромуальд II, архієпископ Салерно, літописець, який залишив розповідь очевидця події, і граф Рожер з Андрії.
Після угоди дружину Фрідріха Беатріче I, графиню Бургундську, більше не називали імператрицею («Imperatrix») у канцелярських постановках, оскільки її коронація як така була здійснена антипапою і, таким чином, була оголошена недійсною. Договір також стверджував, що якщо Фрідріх помре і його наступником стане молодий імператор, то Беатріче, як королева-вдова-регент, повинна все одно дотримуватися цих домовленостей (така подія ніколи не відбулася, оскільки Беатріче померла раніше Фредеріка).
В укладеному договорі права імператора і папи в місті Римі залишили невизначеними. Пункт у попередній угоді Ананьї про регалії папи в Римі вилучили в остаточному договорі, і визнали папські права в місті, із застереженням «при збереженні усіх прав імперії». Місто не скорилося папі і змусило його залишити Рим в 1179 році.
Між Фрідріхом і Вільгельмом II Сицилійським уклали 15-річний мир, який проклав шлях до золотих років миру та розквіту Сицилії. Так само укладено шестирічне перемир'я з Ломбардською лігою, але з нею переговори тривали, і імператор нарешті визнав незалежність ломбардських міст у Констанцькому мирі 1183 року.